# Jean Zamora
Jean Zamora (Manta, Ecuador, 31 de mayo de 1993) es un futbolista ecuatoriano. Juega de Portero y su equipo actual es el Manta FC de la Serie B de Ecuador.

## Trayectoria
Se inició en las categorías menores del Manta FC pasando por la categorías sub-18 y Reserva, luego pasando a ser el portero suplente de su equipo.
En las últimas fechas del 2014 el Manta FC a base de los malos resultados se vio obligado a pelear el descenso donde luchó hasta la última fecha para quedarse en Primera pero desafortunadamente no lo logró y descendió en la última fecha del Campeonato Ecuatoriano de Fútbol
En el 2015 debutaría con la confianza de Jefferson Huerta en un partido de visita contra el Deportivo Azogues partido válido por la primera fecha de la Serie B de Ecuador donde los dos equipos se repartirían los puntos.

## Clubes
| Club              | País    | Año           | Partidos |
| ----------------- | ------- | ------------- | -------- |
| Manta Fútbol Club | Ecuador | 2010-presente | 9        |